# محمدکریم مروجی
آیت الله محمد کریم مروجی (زاده   1327 بروجرد)  نماینده شهرستان بروجرد و اشترینان در مجلس سوم شورای اسلامی بود.

## زندگی
محمد کریم مروجی در انتخابات میان دوره ای مجلس سوم از طرف مردم بروجرد به نمایندگی مجلس انتخاب شد. بعد از درگذشت روح‌الله خمینی و در انتخابات دومین دوره مجلس خبرگان رهبری (سال ۶۹) از استان لرستان کاندیدا شد که با وجود قبول شدن در امتحان علمی، صلاحیت وی تایید نشد که همین مطلب، سبب اعتراض اسدالله بیات زنجانی عضو هیئت رئیسه ی مجلس شورای اسلامی وقت شد.   مروجی با پایان مجلس سوم از سیاست کناره گرفت و انزوا اختیار کرد. به قم رفت و تحقیق و تدریس را برنامه زندگی خود ساخت. 
وی هم اکنون(سال تحصیلی 98-99) مشغول تدریس خارج فقه بحث نکاح در مدرسه ی سید محمدرضا گلپایگانی قم و خارج فقه بحث در منزل  قدوسی است و روز های چهارشنبه در منزل قدوسی به جای بحث فقهی، رجال تدریس می کند. 
هم چنین امامت جماعت نماز ظهر و عصر  مسجد مرتضی علی(ع) محله ی نیروگاه قم را بر عهده دارد.